# Historische Sprachforschung

Historische Sprachforschung (HS ou HSF) est une revue allemande de linguistique comparée de l'indo-européen, fondée par Adalbert Kuhn en 1852, puis dirigée par Ernst Kuhn. Elle est d'abord connue sous le nom de Zeitschrift für vergleichende Sprachforschung (Revue de linguistique comparée) ou Kuhns Zeitschrift (KZ) et fut renommée sous son titre actuel en 1988 (à son n° 101). C'est la deuxième revue de linguistique la plus ancienne encore publiée, et qui englobe l'ancienne Beiträge zur vergleichenden Sprachforschung ou Kuhn-Schleichlers Beiträge (KSB; 1852-74) et la Beiträge zur Kunde der indogermanischen Sprachen ou Bezzenbergers Beiträge (BB; 1877-1906).
Elle est actuellement éditée par Martin Kümmel (Université d'Iéna) avec Olav Hackstein et Sabine Ziegler et publiée par Vandenhoeck et Ruprecht, Göttingen. Elle paraît deux fois par an.